# Ronde van Vlaanderen 2001/Startlijst
Onderstaand het volledige deelnemersveld van de 85e Ronde van Vlaanderen verreden op 8 april 2001. De Italiaan Gianluca Bortolami (Vini Caldirola) kwam in Meerbeke als winnaar over de streep na een millimeterspurt tegen de Nederlander Erik Dekker (Rabobank). De vijfentwintig deelnemende ploegen konden acht renners selecteren. De tot Belg genaturaliseerde Moldaviër Andrei Tchmil (Lotto) droeg nummer één als titelverdediger. Wereldkampioen Romāns Vainšteins nam deel aan de wedstrijd; de Let reed dat jaar voor Domo-Farm Frites, de Belgische formatie rond drievoudig Ronde van Vlaanderen-winnaar Johan Museeuw.

## Ploegen

### Lotto–Adecco
1.  Andrei Tchmil K

2.  Fabien De Waele

3.  Niko Eeckhout DNF

4.  Thierry Marichal DNF

5.  Gennadi Michajlov

6.  Hans De Clercq

7.  Hendrik Van Dyck DNF

8.  Paul Van Hyfte

### Domo–Farm Frites
11.  Romāns Vainšteins 

12.  Enrico Cassani DNF

13.  Servais Knaven

14.  Marco Milesi

15.  Johan Museeuw K

16.  Wilfried Peeters DNF

17.  Piotr Wadecki 

18.  Max van Heeswijk

### Mapei–Quick-Step
21.  Michele Bartoli  K

22.  Franco Ballerini

23.  Paolo Bettini

24.  Paolo Fornaciari DNF

25.  Daniele Nardello

26.  Andrea Tafi

27.  Stefano Zanini

28. —

### Telekom
31.  Erik Zabel K

32.  Gian Matteo Fagnini

33.  Kai Hundertmarck DNF

34.  Andreas Klier DNF

35.  Jan Schaffrath DNF

36.  Steffen Wesemann

37.  Rolf Aldag  DNF

38.  Danilo Hondo DNF

### Fassa Bortolo
41.  Leonardo Giordani

42.  Volodymyr Hoestov DNF

43.  Kim Kirchen DNF

44.  Nicola Loda DNF

45.  Alessandro Petacchi DNF

46.  Roberto Petito

47.  Matteo Tosatto

48.  Fabio Baldato K

### Lampre–Daikin
51.  Ludo Dierckxsens K

52.  Raivis Belohvoščiks DNF

53.  Rubens Bertogliati DNF

54.  Mariano Piccoli DNF

55.  Marco Serpellini

56.  Maximilian Sciandri

57.  Jan Svorada DNF

58.  Johan Verstrepen DNF

### Rabobank
61.  Erik Dekker K 

62.  Jan Boven DNF

63.  Markus Zberg

64.  Maarten den Bakker

65.  Steven de Jongh DNF

66.  Aart Vierhouten

67.  Karsten Kroon

68.  Matthé Pronk

### Tacconi Sport–Vini Caldirola
71.  Gianluca Bortolami K 

72.  Diego Ferrari

73.  Gabriele Balducci

74.  Andrej Hauptman DNF

75.  Zoran Klemenčič DNF

76.  Mauro Radaelli DNF

77.  Mauro Gerosa DNF

78.  Paolo Bossoni

### US Postal Service
81.  Vjatsjeslav Jekimov K

82.  Antonio Cruz

83.  Levi Leipheimer

84.  George Hincapie

85.  Benoît Joachim 

86.  Christian Vande Velde

87.  Cédric Vasseur

88.  Matthew White

### Liquigas–Pata
91.  Daniele Contrini DNF

92.  Paolo Bono DNF

93.  Fabio Marchesin DNF

94.  Mirko Marini DNF

95.  Giancarlo Raimondi DNF

96.  Cristian Salvato

97.  Denis Zanette K 

98.  Marco Zanotti DNF

### Cofidis
101.  Nico Mattan K

102.  Peter Farazijn

103.  Tom Flammang DNF

104.  Philippe Gaumont DNF

105.  Chris Peers

106.  Jo Planckaert

107.  Jean Michel Tessier DNF

108.  Robert Hayles DNF

### Saeco–Machine per Caffé
111.  Dario Pieri K

112.  Mario Cipollini

113.  Jörg Ludewig DNF

114.  Mirko Celestino DNF

115.  Mario Scirea DNF

116.  Biagio Conte

117.  Alessio Galletti DNF

118.  Fabio Sacchi DNF

### Mercatone Uno
121.  Ermanno Brignoli DNF

122.  Cristian Moreni DNF

123.  Gianpaolo Mondini DNF

124.  Maurizio Caravaggio DNF

125.  Gian Mario Ortenzi DNF

126.  Roberto Savoldi DNF

127.  Massimo Di Fresco DNF

128.  Fabiano Fontanelli DNF

### CSC–World Online
131.  Rolf Sørensen K

132.  Koen Beeckman

133.  Tristan Hoffman DNF

134.  Nicolas Jalabert DNF

135.  Nicolai Bo Larsen DNF

136.  Bjarke Nielsen DNF

137.  Michael Steen Nielsen DNF

138.  Arvis Piziks

### Mercury–Viatel
141.  Peter Van Petegem K DNF

142.  Geert Van Bondt

143.  Plamen Stoyanov

144.  Léon van Bon 

145.  Michael Sayers DNF

146.  Jans Koerts DNF

147.  Wim Vansevenant DNF

148.  Gordon Fraser DNF

### Team Coast
151.  Frank Høj

152.  Bekim Leif Christensen DNF

153.  Rolf Huser

154.  Lars Michaelsen K

155.  Edoeard Gritsoen DNF

156.  Anton Sjantir DNF

157.  Raphael Schweda DNF

158.  Malte Urban DNF

### Crédit Agricole
161.  Magnus Backstedt DNF

162.  Sébastien Hinault DNF

163.  Thor Hushovd

164.  Christopher Jenner

165.  Jerôme Neuville DNF

166.  Stuart O'Grady K

167.  Jens Voigt

168. —

### Vlaanderen–T Interim
171.  Björn Leukemans K

172.  Yoeri Beyens DNF

173.  Geoffrey Demeyere DNF

174.  Kris Gerits DNF

175.  Jurgen Guns

176.  Andy Vidts DNF

177.  Jurgen Van Roosbroeck DNF

178.  James Vanlandschoot DNF

### Landbouwkrediet–Colnago
181.  Michel Vanhaecke K

182.  Jurgen Van De Walle DNF

183.  Bert De Waele DNF

184.  Andrej Tsjervjakov DNF

185.  Gordon McCauley DNF

186.  Gunther Cuylits DNF

187.  Jeff Louder DNF

188.  Masahiko Mifune DNF

### Palmans–Collstrop
191.  Karl Pauwels

192.  Eric De Clercq

193.  Hans De Meester DNF

194.  Christophe Detilloux DNF

195.  Roger Hammond

196.  Kristof Trouvé DNF

197.  Donatas Virbickas DNF

198.  Dany Baeyens DNF

### Bankgiroloterij–Batavus
201.  Tom Desmet DNF

202.  Bart Voskamp K

203.  Pieter Vries

204.  Martin van Steen

205.  Remco van der Ven

206.  Bert Hiemstra

207.  Jan van Velzen DNF

208.  Corey Sweet

### Gerolsteiner
211.  Michael Rich DNF

212.  Frederico Morini DNF

213.  Saulius Ruškys DNF

214.  Torsten Schmidt DNF

215.  Tobias Steinhauser DNF

216.  Marcel Strauss DNF

217.  Miguel van Kessel

218.  Peter Wrolich DNF

### La Française des Jeux
221.  Jacky Durand DNF

222.  Frédéric Guesdon K

223.  Emmanuel Magnien DNF

224.  Christophe Mengin

225.  Jean-Patrick Nazon DNF

226.  Franck Perque

227.  Patrick D'Hont DNF

228. —

### AG2r–Prévoyance
231.  Jaan Kirsipuu K

232.  Lauri Aus  DNF

232.  Linas Balčiūnas DNF

234.  Stéphane Bergès DNF

235.  Ludovic Capelle

236.  Sébastien Demarbaix DNF

237.  Laurent Estadieu DNF

238.  Innar Mandoja DNF

### Cantina Tollo
241.  Gabriele Colombo K DNF

242.  Claudio Astolfi DNF

243.  Federico Colonna DNF

244.  Danilo Di Luca DNF

245.  Frederico Giabbecucci DNF

246.  Cristian Pepoli

247.  Miguel Ángel Martín Perdiguero DNF

248.  Guido Trenti

## Afbeeldingen

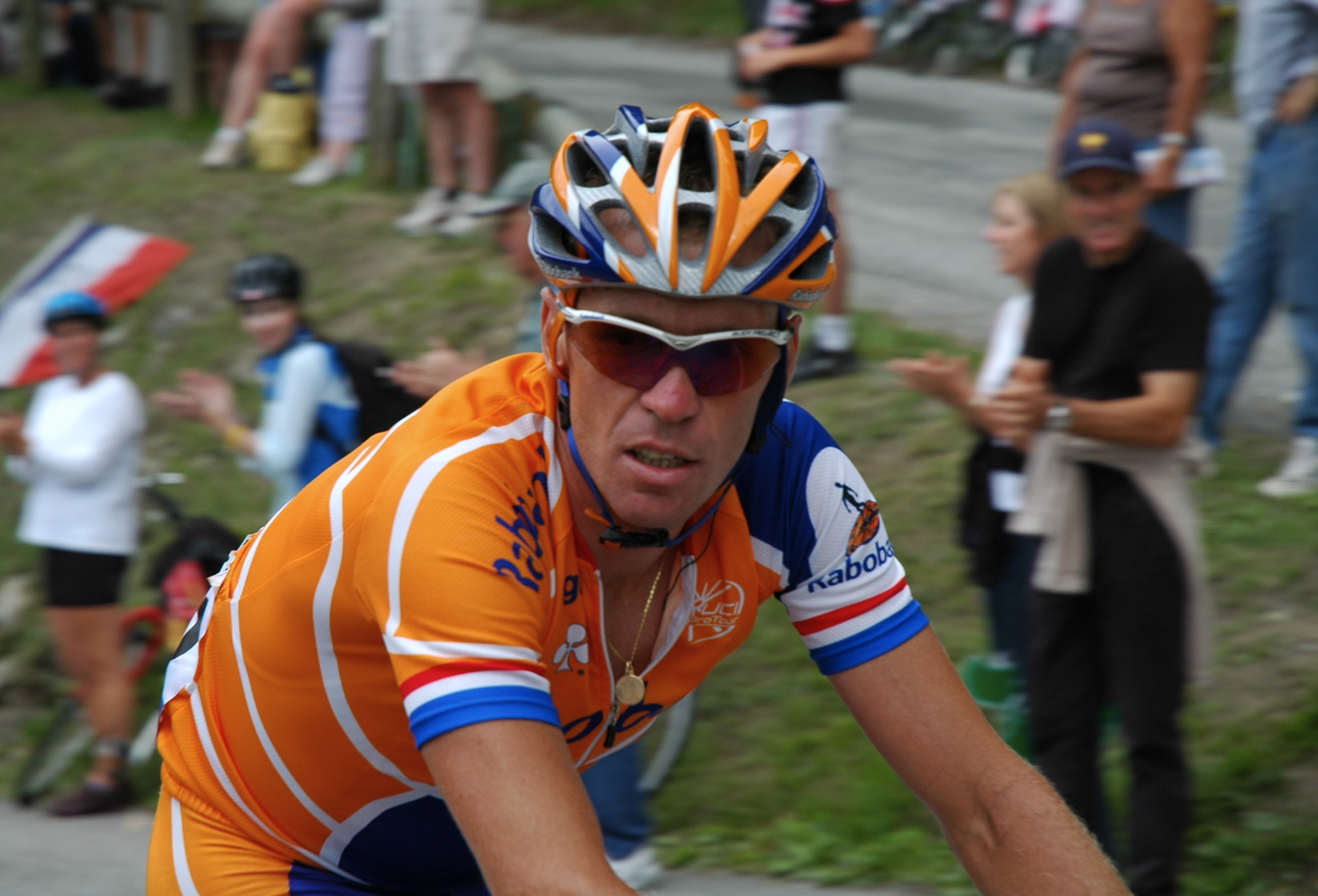
Erik Dekker
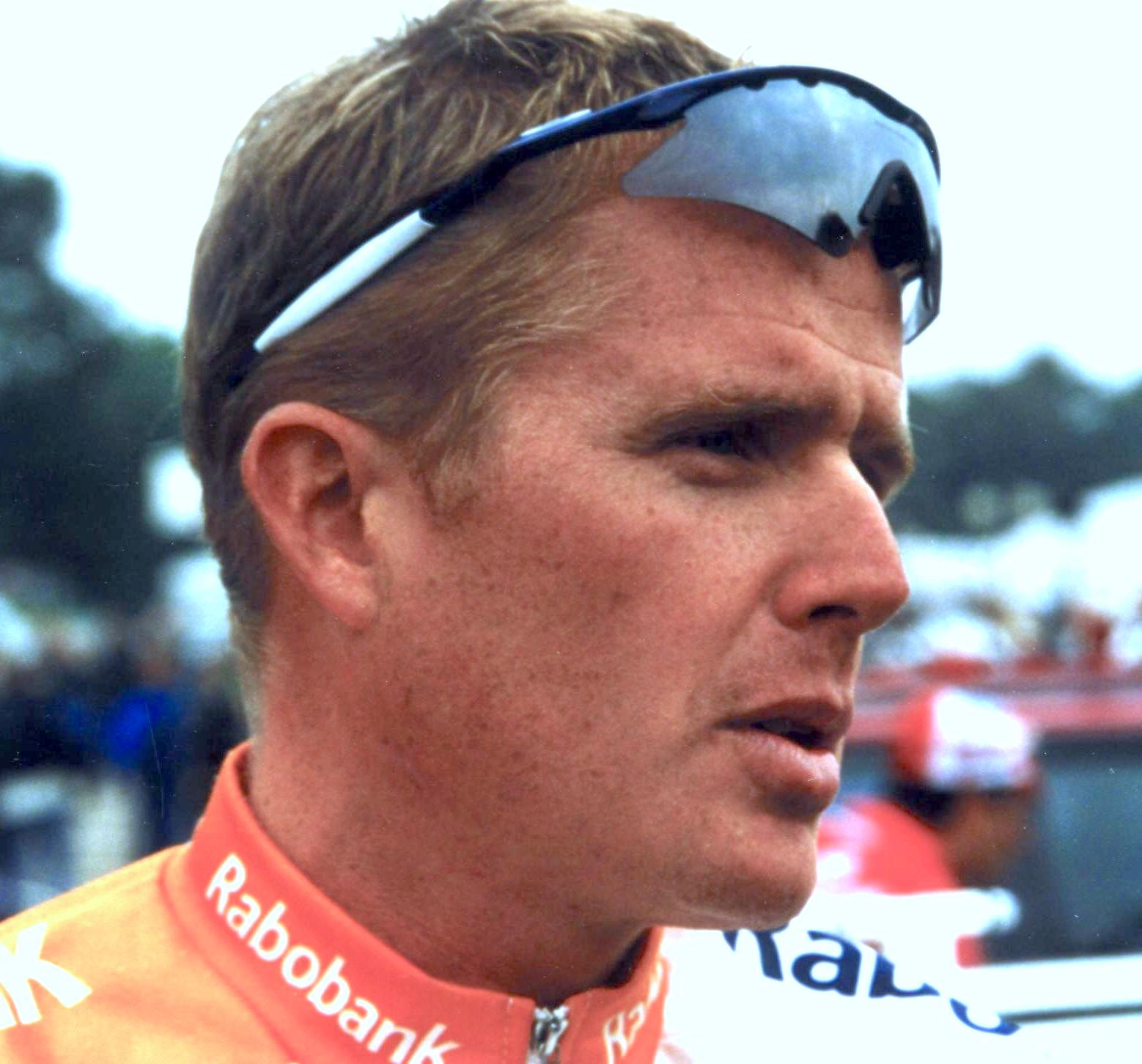
Rolf Sørensen
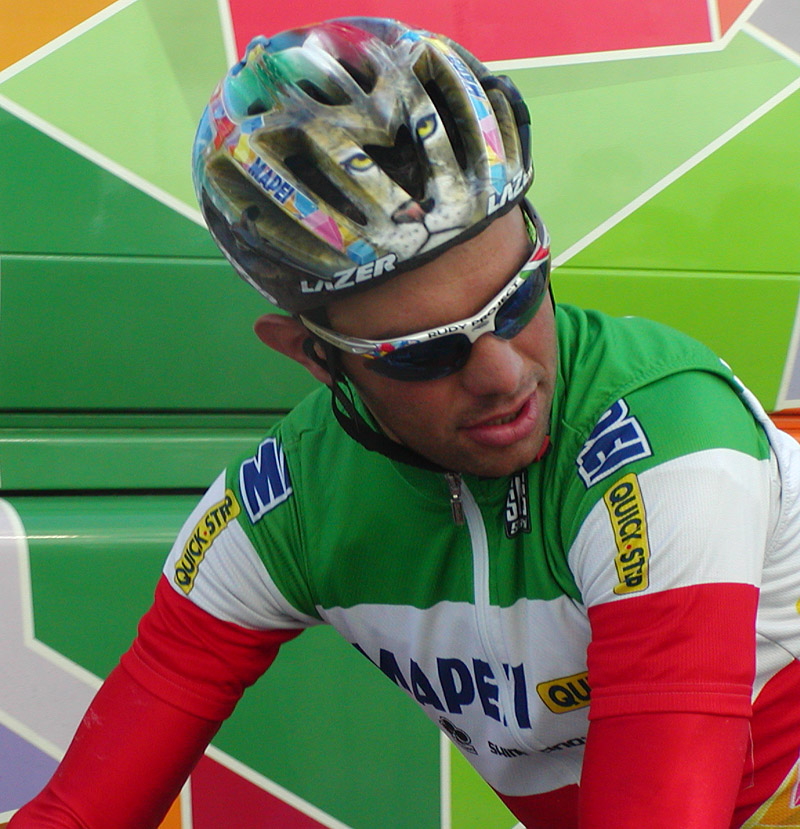
Daniele Nardello
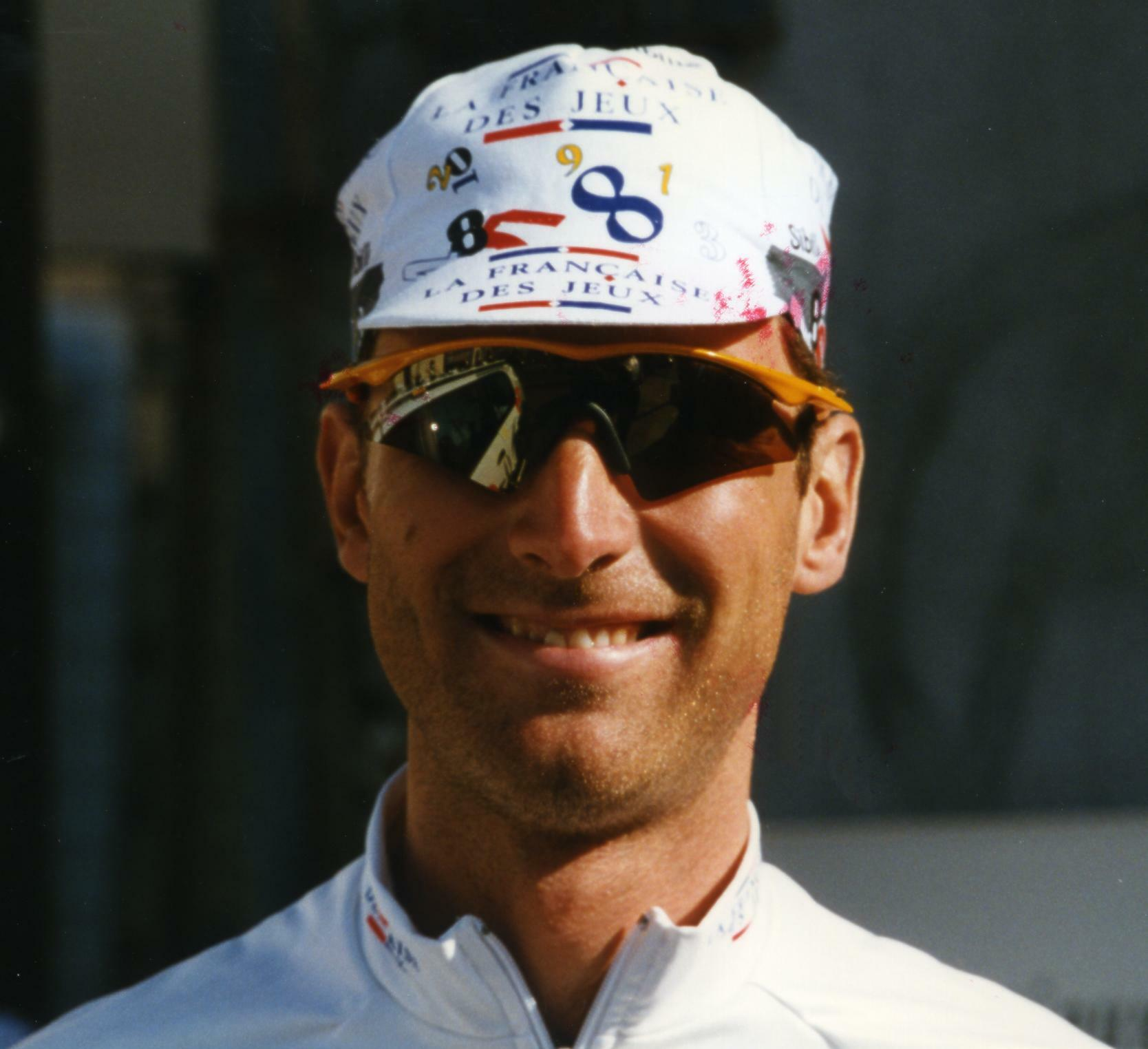
Maximilian Sciandri
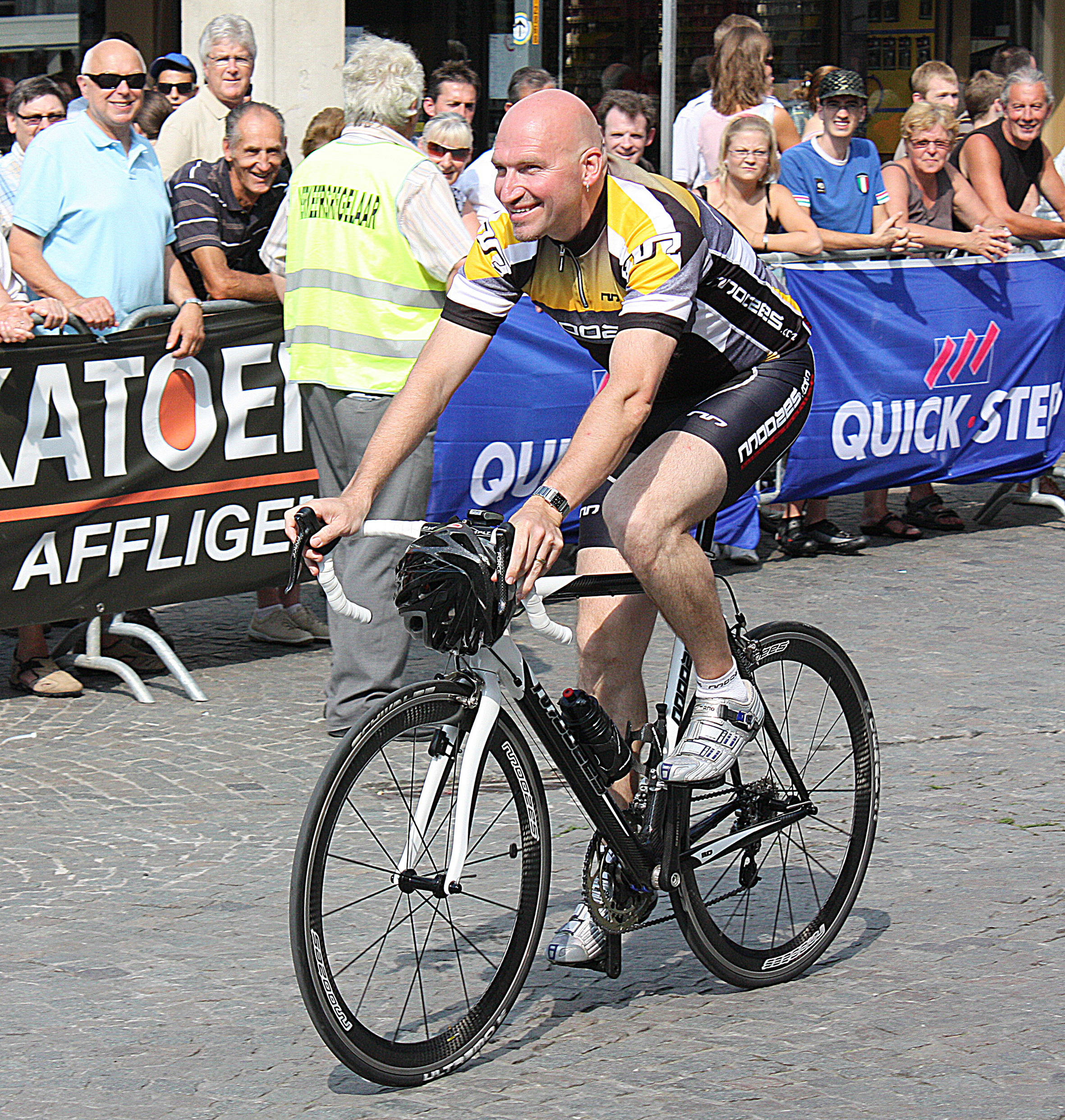
Ludo Dierckxsens
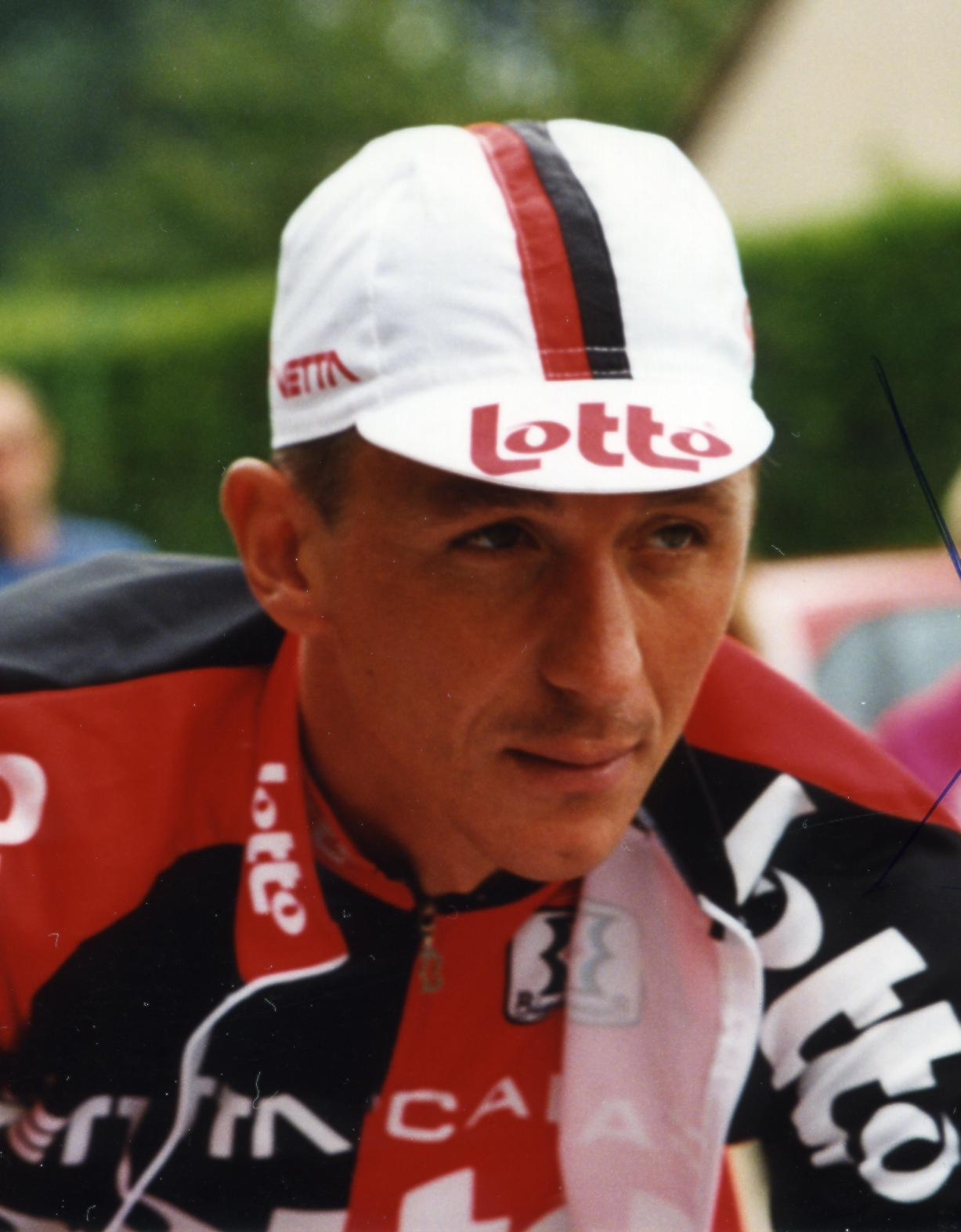
Andrei Tchmil
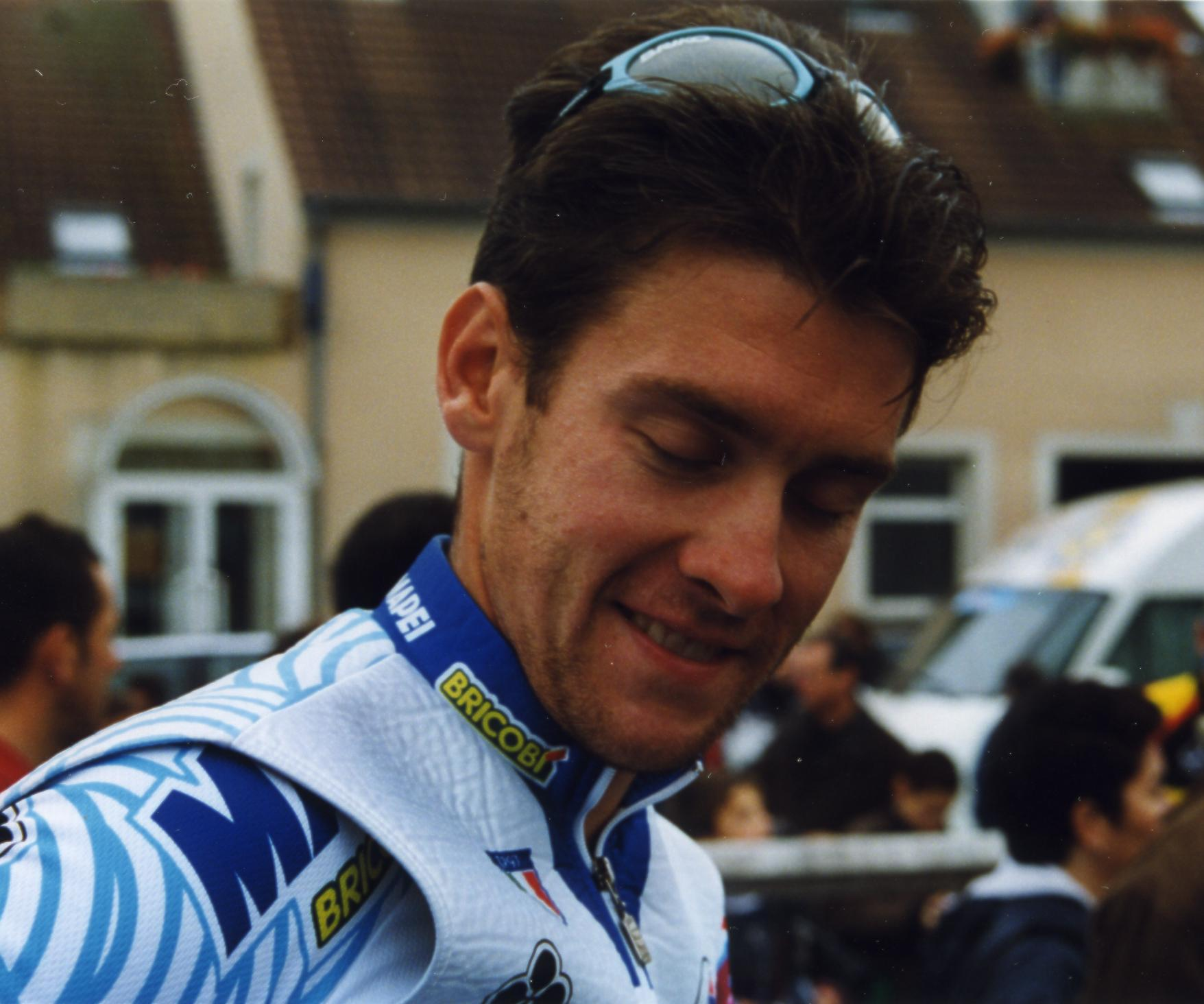
Nico Mattan
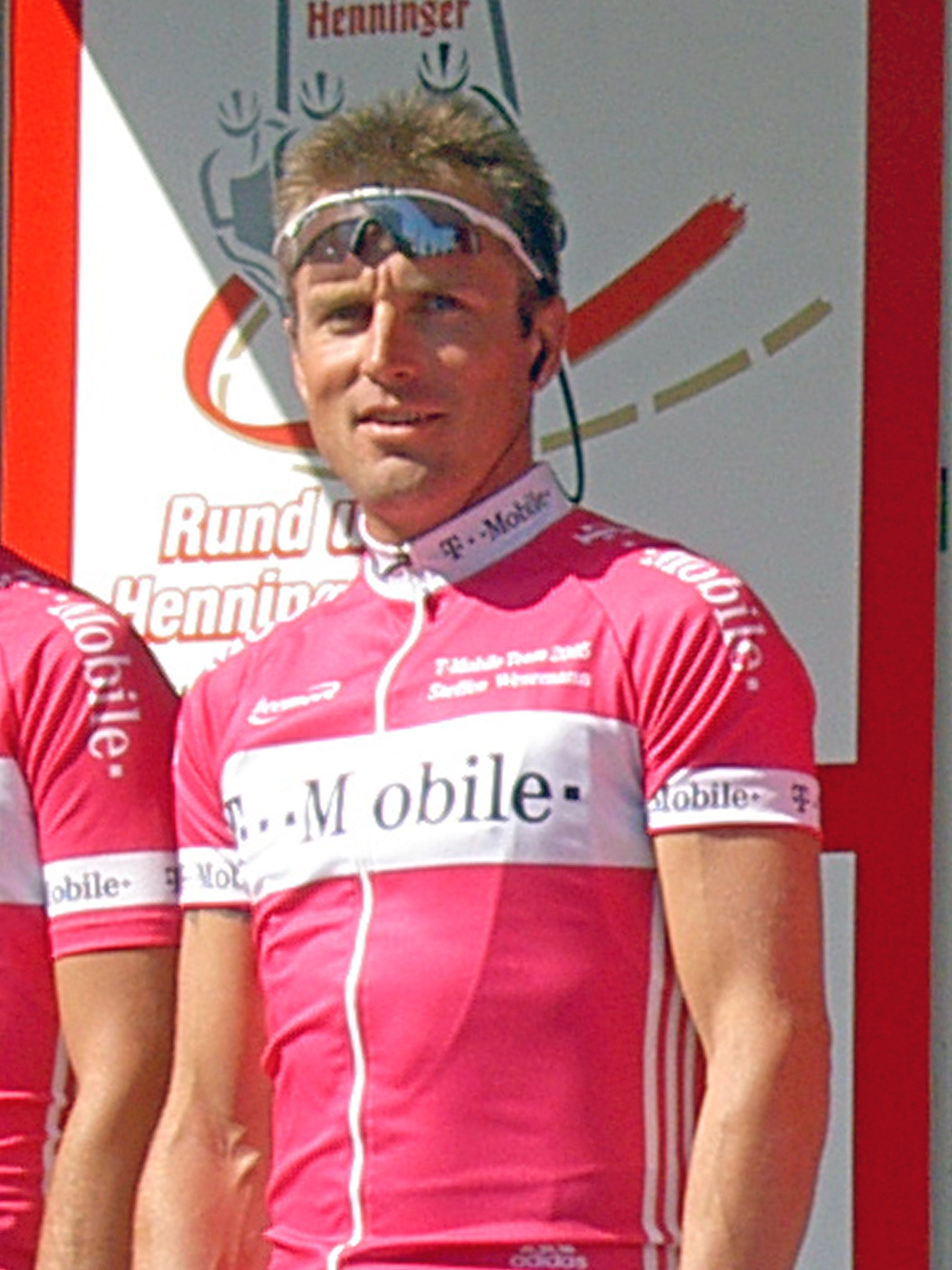
Steffen Wesemann

1913 · 
1914 · 
1915 · 
1916 · 
1917 · 
1918 · 
1919 · 
1920 · 
1921 · 
1922 · 
1923 · 
1924 · 
1925 · 
1926 · 
1927 · 
1928 · 
1929 · 
1930 · 
1931 · 
1932 · 
1933 · 
1934 · 
1935 · 
1936 · 
1937 · 
1938 · 
1939 · 
1940 · 
1941 · 
1942 · 
1943 · 
1944 · 
1945 · 
1946 · 
1947 · 
1948 · 
1949 · 
1950 · 
1951 · 
1952 · 
1953 · 
1954 · 
1955 · 
1956 · 
1957 · 
1958 · 
1959 · 
1960 · 
1961 · 
1962 · 
1963 · 
1964 · 
1965 · 
1966 · 
1967 · 
1968 · 
1969 · 
1970 · 
1971 · 
1972 · 
1973 · 
1974 · 
1975 · 
1976 · 
1977 · 
1978 · 
1979 · 
1980 · 
1981 · 
1982 · 
1983 · 
1984 · 
1985 · 
1986 · 
1987 · 
1988 · 
1989 · 
1990 · 
1991 · 
1992 · 
1993 · 
1994 · 
1995 · 
1996 · 
1997 · 
1998 · 
1999 · 
2000 · 
2001 · 
2002 · 
2003 · 
2004 · 
2005 · 
2006 · 
2007 · 
2008 · 
2009 · 
2010 · 
2011 · 
2012 · 
2013 · 
2014 · 
2015 · 
2016 · 
2017 · 
2018 · 
2019 · 
2020 · 
2021 · 
2022 · 
2023 · 
2024
Lijst van beklimmingen